# Cymbioropsis palpussutura
 (juillet 2017).
Genre
Espèce
Cymbioropsis palpussutura, unique représentant du genre Cymbioropsis, est une espèce fossile d'araignées aranéomorphes de la famille des Zoropsidae.

## Distribution
Cette espèce a été découverte dans de l'ambre de la Baltique. Elle date du Paléogène.

## Publication originale
- Wunderlich, 2017 : New fossil spiders of three families in Eocene Baltic amber and Bitterfeld amber, with notes on phylogeny and relationships of the Zoropsidae (Araneae: Anapidae, Spatiatoridae and Zoropsidae).  Beiträge zur Araneologie, vol. 10, p. 14–47.